# Plagiolepis

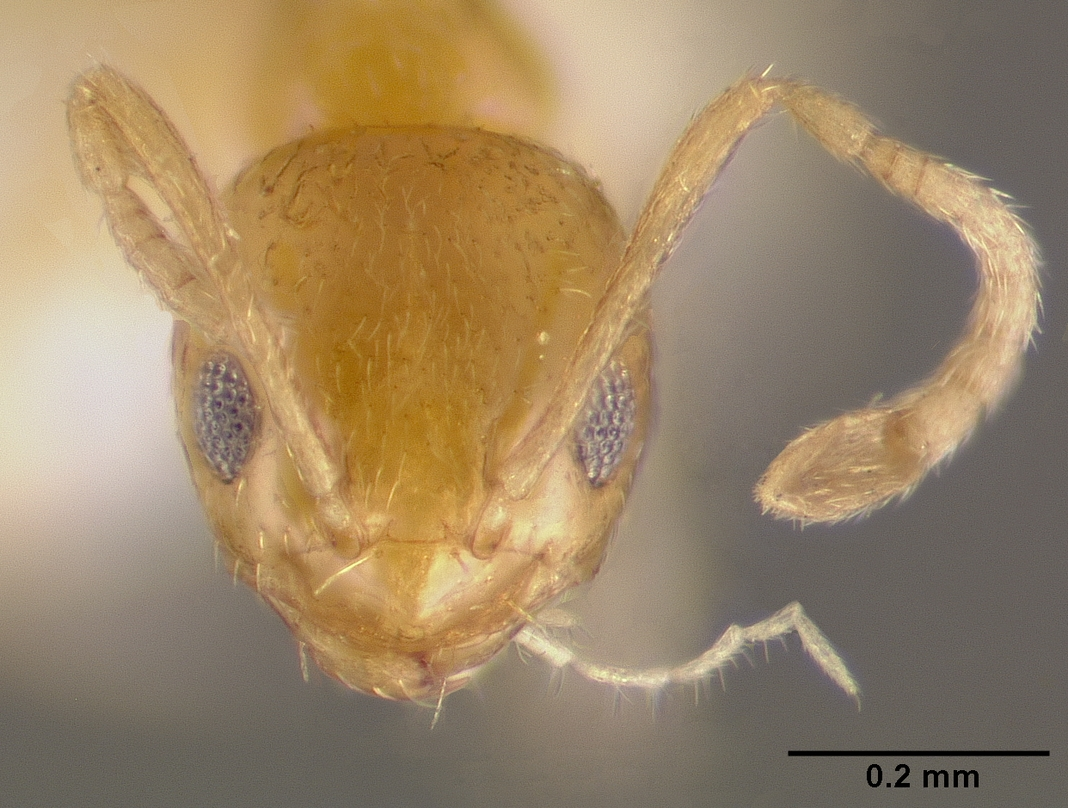
Голова муравья Plagiolepis alluaudi

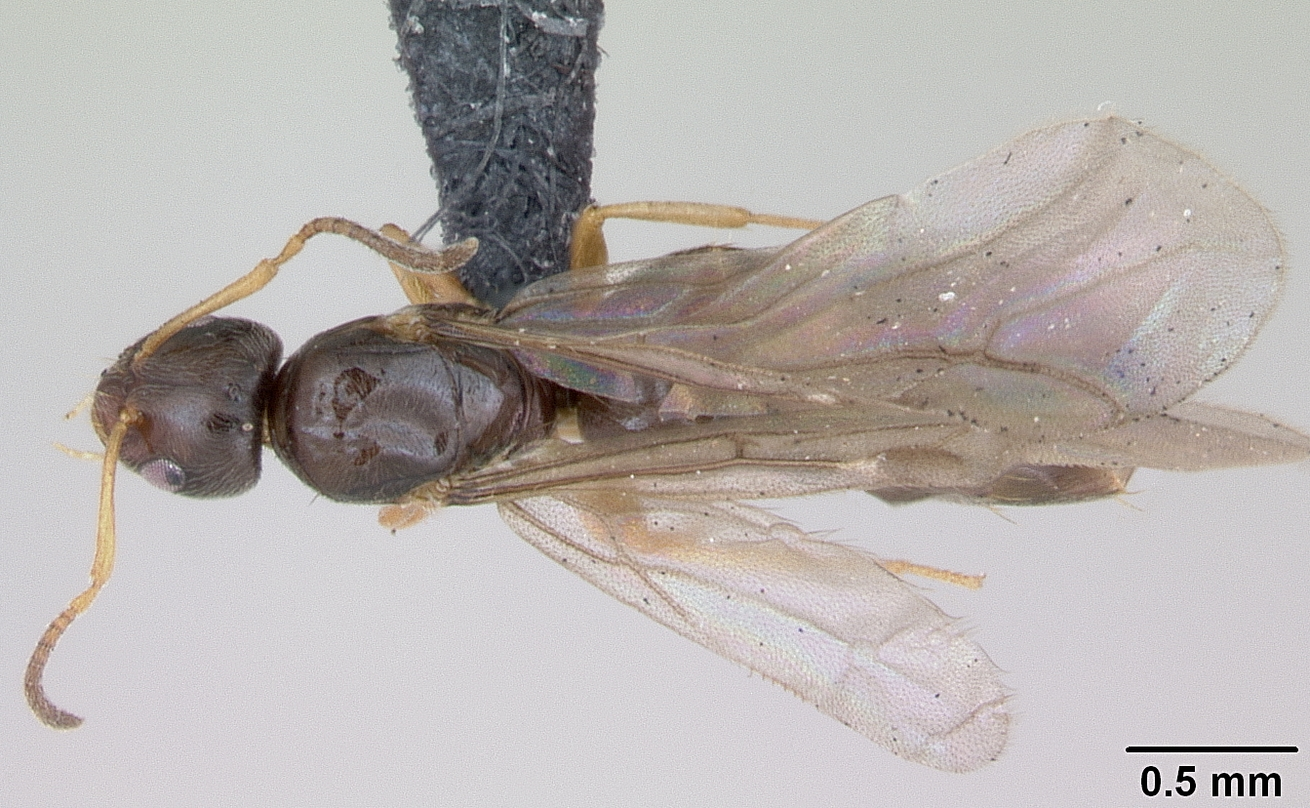
Крылатая самка муравья Plagiolepis pygmaea

Plagiolepis (лат.) — род мелких муравьёв подсемейства формицины (Formicinae).

## Описание
Длина рабочих особей 1—2 мм, самок 3—4 мм. Муравейники в почве, семьи немногочисленные. Более 60 видов, с подвидами более 90. Встречаются в Старом Свете. Палеарктика, Афротропика, Мадагаскар, Ориентальная область, Новая Гвинея, Австралия, Полинезия. Некоторые виды (Plagiolepis ampeloni, Plagiolepis grassei, Plagiolepis regis) стали редкими и включены в Список видов муравьёв, занесённых в Красный список угрожаемых видов МСОП.
Plagiolepis pygmaea служат хозяевами для эктопаразитических грибков Myrmicinosporidium durum (Лабульбениомицеты, Ascomycota); (Espadaler & Santamaria, 2012).
Вид Plagiolepis alluaudi стал инвазивным и расселён далеко за пределами исконного ареала (Мадагаскар), в том числе: Флорида (США), остров Тенерифе (Канарские острова, Испания).

## Палеонтология
Известны ископаемые представители из Балтийского и других (биттерфельдского, ровенского и скандинавского) эоценовых янтарей Европы (Plagiolepis klinsmanni Mayr, 1868, Plagiolepis paradoxa Dlussky, 2010, Plagiolepis wheeleri Dlussky, 2010 и другие).

## Классификация
- Plagiolepis abyssinica Forel, 1894[12]
- Plagiolepis alluaudi Emery, 1894
- Plagiolepis ampeloni (Faber, 1969)
- Plagiolepis arnoldii Dlussky, 1990[13]
- Plagiolepis boltoni Sharaf & Aldawood in Sharaf, Aldawood & Taylor, 2011[14]
- Plagiolepis clarki Wheeler, 1934
- Plagiolepis exigua Forel, 1894
- Plagiolepis grassei Le Masne, 1956
- Plagiolepis juddi[14]
- Plagiolepis karawajewi
- †Plagiolepis klinsmanni Mayr, 1868[10]
- †Plagiolepis kuenowi Mayr, 1868[10] (=Plagiolepis balticus Dlussky, 1997)[11]
- Plagiolepis lucidula Wheeler, 1934
- Plagiolepis nynganensis McAreavey, 1949
- †Plagiolepis paradoxa Dlussky, 2010[11]
- Plagiolepis pygmaea (Latreille, 1798) (=Formica pygmaea Latreille, 1798)typus
- Plagiolepis regis Karavaiev, 1931
- Plagiolepis schmitzii Forel
- †Plagiolepis solitaria Mayr, 1868[10]
- †Plagiolepis squamifera Mayr, 1868[10]
- Plagiolepis squamulosa Wheeler, 1934
- Plagiolepis vindobonensis Lomnicki, 1925
- †Plagiolepis wheeleri Dlussky, 2010[11]
- Plagiolepis wilsoni (Clark, 1934)
- Plagiolepis xene Staercke, 1936
- Другие виды

## Охранный статус
Несколько их видов занесены в Красный список угрожаемых видов МСОП (The IUCN Red List of Threatened Species) в категорию уязвимые виды (VU):
 Plagiolepis ampeloni — уязвимый
 Plagiolepis grassei — уязвимый
 Plagiolepis regis — уязвимый